# Entrelazados
Entrelazados (prt/bra: Entre Laços) é uma série musical dramática argentina original do Disney+. A história  seguirá a Allegra, é uma adolescente que sente paixão pelo teatro musical e se embarca em uma viagem única através do tempo para o ano de (1994) e assim unir a sua família e cumprir seu sonho profissional. A série estreou na América Latina, Reino Unido, Estados Unidos e outros países selecionados em 12 de novembro de 2021, sendo a primeira série original América Latina do Disney+. Em abril de 2024, a série foi cancelada após duas temporadas.

## Sinopse
Allegra de 16 anos sonha com ser parte da companhia de teatro musical Elevem Ou’Clock e converter na protagonista de “Freaky Friday”, obra que consagrou a sua avó anos atrás. A avó Cocó é uma lenda vivente do mundo da comédia musical e tem uma relação complicada com sua filha Caterina, mãe de Allegra. A vida de Allegra altera-se por completo quando encontra um misterioso brazalete em sua casa que a envia a 1994, no ano em que Caterina tinha sua idade e dava seus primeiros passos em Elevem Ou’Clock enquanto vivia à sombra de Cocó, uma estrela no bico de sua carreira. Ao conhecer o passado de sua mamãe e de sua avó, Allegra não só ajudará a sanar as feridas e unir à família, sina que ademais descobrirá que, conquanto não se pode mudar o passado, se pode aprender muito dele.

## Elenco e Dublagem

### Principal
| Personagem                         | Ano  | Ator/Atriz           | Dublagem             |
| ---------------------------------- | ---- | -------------------- | -------------------- |
| Allegra Sharp / Laura              | 2021 | Carolina Domenech    | Giovanna Calegaretti |
| Caterina Sharp                     | 2021 | Clara Alonso         | Letícia Quinto       |
| Caterina Sharp                     | 1994 | Manuela Menéndez     | Bruna Quinto (1ª)    |
| Caterina Sharp                     | 1994 | Manuela Menéndez     | Giulia de Brito (2ª) |
| Amelia "Cocó" Sharp (bra: "Cacau") | 2021 | Elena Roger          | Angélica Santos      |
| Amelia "Cocó" Sharp (bra: "Cacau") | 1994 | Elena Roger          | Angélica Santos      |
| Amelia "Cocó" Sharp (bra: "Cacau") | 1975 | Antonia Bengoechea   | Patt Souza           |
| Lucía Sharp                        | 1994 | Lucila Gandolfo      | Cecília Lemes        |
| Lucía Sharp                        | 1975 | Betina O'Connell     | Julia Ribas          |
| Marco Resco                        | 1994 | José Giménez Zapiola | Vini Estefanuto      |
| Greta                              | 2021 | Paula Morales        | Fernanda Bullara     |
| Greta                              | 1994 | Tatiana Glikman      | Juliana Cagiano      |
| Félix Sacanell                     | 2021 | Kevsho               | Gabriel Martins      |
| Diego Lasso                        | 2021 | Benjamín Amadeo      | Dado Monteiro        |
| Diego Lasso                        | 1994 | Manuel Ramos         | Vitor Mello          |
| Bárbara Diz                        | 2021 | Berenice Gandullo    | Priscila Franco      |
| Bárbara Diz                        | 1994 | Abril Suliansky      | Michelle Giudice     |
| Sofía Lasso                        | 2021 | Emilia Mernes        | Flora Paulita        |
| Alan Sacanell                      | 2021 | Simón Hempe          | Mayke Ziemann        |
| Franco Resco                       | 2021 | Rodrigo Pedreira     | César Marchetti      |
| Franco Resco                       | 1994 | Rodrigo Pedreira     | César Marchetti      |
| Franco Resco                       | 1975 | Santiago Achaga      | Vagner Fagundes      |
| Dante                              | 1994 | Franco Piffaretti    | Rodrido Firmo        |
| Mike                               | 2021 | Favio Posca          | Francisco Brêtas     |
| Mike                               | 1994 | Favio Posca          | Francisco Brêtas     |
| Tomás Diz                          | 1994 | Fabio Aste           | Nestor Chiesse       |
| Paloma                             | 1975 | Rocío Hernández      | Jacque Souza         |
| Vó Allegra                         | 1975 | Regina Lamm          | Suzete Piloto        |
| Antonio Resco                      | 1975 | Pietro Gian          | Mauro Ramos          |

### Secundário
| Personagem       | Ano  | Ator/Atriz     | Dublagem          |
| ---------------- | ---- | -------------- | ----------------- |
| Miriam           | 1994 | Magela Zanotta |                   |
| Camilo           | 1994 | Máximo Ruiz    |                   |
| Oliverio Gerard  | 1994 | Fito Yannelli  | Rodrigo Miallaret |
| Guarda de teatro | 1994 | Curly Jiménez  |                   |

| Créditos da dublagem | Brasil                                   |
| -------------------- | ---------------------------------------- |
| Direção de Dublagem  | Tarsila Amorim (1ª) Vagner Fagundes (2ª) |
| Tradução             | Paloma Nascimento                        |
| Diretora Criativa    | Vânia Mendes                             |
| Dublado nos Estúdios | TV Group Digital                         |

## Episódios

### Series overview
| Temporada | Temporada | Episódios | Episódios | Originalmente lançado  |
| --------- | --------- | --------- | --------- | ---------------------- |
|           | 1         | 10        | 10        | 12 de novembro de 2021 |
|           | 2         | 7         | 7         | 24 de maio de 2023     |

| N.º | Título                                                               | Dirigido por                   | Escrito por                                         | Exibição original      |
| --- | -------------------------------------------------------------------- | ------------------------------ | --------------------------------------------------- | ---------------------- |
| 1   | "A Pulseira (BR) A Bracelete (PT)" "El brazalete"                    | Nicolás Silbert & Leandro Mark | Laura Farhi, Javier Castro Albano & Claudio Lacelli | 12 de novembro de 2021 |
| 2   | "Voltar ao Passado (BR) Regresso ao Passado (PT)" "Volver al pasado" | Nicolás Silbert & Leandro Mark | Laura Farhi & Javier Castro Albano                  | 12 de novembro de 2021 |
| 3   | "O Momento (BR / PT)" "El momento"                                   | Nicolás Silbert & Leandro Mark | Laura Farhi & Javier Castro Albano                  | 12 de novembro de 2021 |
| 4   | "CD-ROM (BR) CD Room (PT)" "CD Room"                                 | Nicolás Silbert & Leandro Mark | Laura Farhi & Javier Castro Albano                  | 12 de novembro de 2021 |
| 5   | "Três Gardênias (BR / PT)" "Tres gardenias"                          | Nicolás Silbert & Leandro Mark | Laura Farhi & Javier Castro Albano                  | 12 de novembro de 2021 |
| 6   | "Rebobinando (BR) Rebobinar (PT)" "Rewind"                           | Nicolás Silbert & Leandro Mark | Laura Farhi & Javier Castro Albano                  | 12 de novembro de 2021 |
| 7   | "O Grande Salto (BR / PT)" "El gran salto"                           | Nicolás Silbert & Leandro Mark | Laura Farhi & Javier Castro Albano                  | 12 de novembro de 2021 |
| 8   | "O Segredo de Lucía (BR / PT)" "El secreto de Lucía"                 | Nicolás Silbert & Leandro Mark | Laura Farhi & Javier Castro Albano                  | 12 de novembro de 2021 |
| 9   | "Apenas um Dia (BR / PT)" "Just One day"                             | Nicolás Silbert & Leandro Mark | Laura Farhi & Javier Castro Albano                  | 12 de novembro de 2021 |
| 10  | "Anos-luz (BR) Anos-Luz (PT)" "Años luz"                             | Nicolás Silbert & Leandro Mark | Laura Farhi & Javier Castro Albano                  | 12 de novembro de 2021 |

## Desenvolvimento
Em novembro de 2020, anunciou-se que Disney+ Latinoamérica tinha encarregado a Pampa Filmes a produção de uma nova série musical para o público infanto juvenil, com a premisa de contar a história de Allegra, uma garota que sente paixão pela comédia musical e se embarca numa viagem única através do tempo para unir a sua família e cumprir seu sonho profissional. Em janeiro de 2021, informou-se que Nicolás Silbert e Leandro Mark seriam os directores de Entrelazados e que também contaria com a produção de Gloriamundi Produções. Em setembro de 2021, confirmou-se que a série estrear-se-á o 12 de novembro de 2021, no Disney Plus Day. Em maio de 2022, confirmou-se que a série foi renovada para uma segunda temporada. Em abril de 2024, a série foi cancelada após duas temporadas.